# Jon Robert Holden
Jon Robert Holden (Pittsburgh, Pennsylvania, 10. kolovoza 1976.) je bivši naturalizirani ruski košarkaš, podrijetlom iz SAD-a. Igrao je na poziciji razigravača, a najdublji trag je ostavio kao član ruskog CSKA iz Moskve. Nastupao je i za rusku košarkašku reprezentaciju s kojom je na Europskom prvenstvu u Španjolskoj 2007. osvojio zlatnu medalju, a upravo je on postigao odlučujući koš protiv Španjolske koji je donio Rusima europski naslov.   

## Karijera
Nakon što je maturirao na sveučilištu Bucknell, Holden je dobio poziv od latvijskog ASK/Brocēni/LMT-a koji mu je ponudio mjesečnu plaću od 3,000 $. Time je zapoečo veoma uspješnu europsku košarkašku karijeru, gdje je igrao još za belgijski Telindus Oostende i grčki AEK iz Atene. U ljeto 2002. odlazi iz Grčke i postaje članom ruskog CSKA Moskva. Već je u sljedećoj sezoni proglašen najboljim igračem Ruske košarkaške Superlige. S CSKA je dvaput bio prvak Eurolige, u sezoni 2005./06. i 2007./08.

## Ruska košarkaška reprezentacija
Dana 10. listopada 2003., Holden je dobio rusko državljanstvo posebnim dekretom koji je potpisao sam ruski predsjednik Vladimir Putin. Time je postao prvi sportaš iz Amerike koji je dobio rusko državljanstvo i koji će igrati za rusku košarkašku reprezentaciju. Najveće postignuće s ruskom reprezentacijom doživio je na Europskom prvenstvu u Španjolskoj 2007. kada je Rusija uzela zlatnu medalju, pobijedivši u finalu Španjolsku, košem Holdena u posljednjoj sekundi utakmice. 

## Vanjske poveznice
- Profil na Euroleague.net
- Profil na CSKA.com